# Knudsø
Knudsø är en sjö på Jylland i Danmark.   Den ligger norr om Ry i Skanderborgs kommun.
Knudsø ligger 21 meter över havet. Arean är 1,9 kvadratkilometer. Trakten runt Knudsø består till största delen av jordbruksmark. Den sträcker sig 1,0 kilometer i nord-sydlig riktning, och 2,6 kilometer i öst-västlig riktning. Sjöns största tillflöde är Knudå som även utgör ett kort utflöde från Knudsø till sjön Birksø. Knudsø tillhör Gudenås avrinningsområde.